# Jamancia

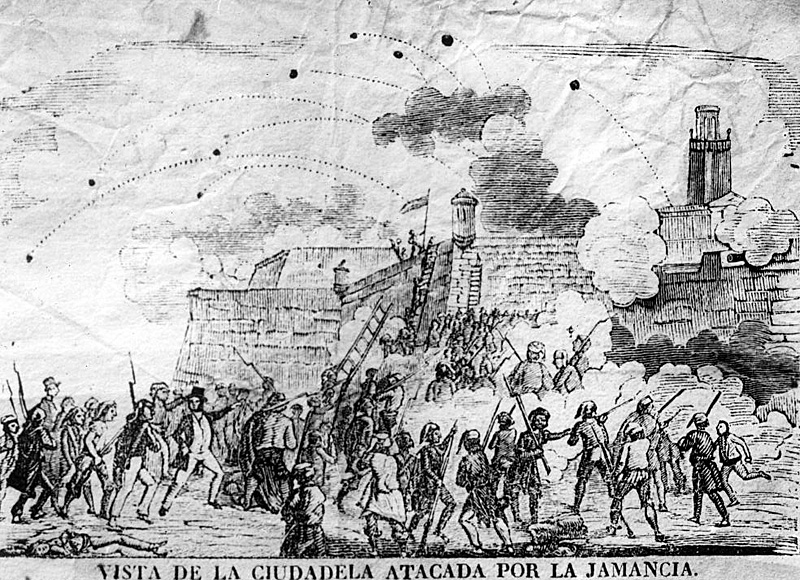
La Ciudadela atacada por la Jamancia.

La Jamancia o revuelta centralista fue una revuelta progresista que tuvo lugar en Barcelona entre septiembre y noviembre de 1843, contra el gobierno de Joaquín María López, quien había incumplido los acuerdos con la Junta Central para el derrocamiento del gobierno de Espartero producido unas semanas antes y había cometido violación de varias disposiciones en la constitución de 1837. El nombre de camància (del romaní khamar, comer) aludía despectivamente a los miembros de los batallones de voluntarios (batallones de la blusa) que probablemente se habían apuntado para comer gratis y cobrar la paga de cinco reales. Fue el último de los disturbios producidos en Barcelona entre 1836 y 1843, conocidos como bullangas. La Jamancia representó el primer levantamiento popular contra el estado liberal en España. La rendición supuso el fin de una oposición organizada contra la centralización de las decisiones políticas emprendidas por el Partido Moderado.
La revuelta comenzó el 13 de agosto. Después de la caída del gobierno de Espartero y la institución de un nuevo gobierno encabezado por Joaquín María López, la Junta Suprema mandó a convocar las Cortes constituyentes. Esto provocaría la insurrección centralista, iniciada formalmente el 1 de septiembre en Barcelona y llevada a cabo en otras localidades de Cataluña y algunas provincias de España. Esta insurrección conduciría a la intervención militar que supuso el bombardeo de la ciudad, fundamentalmente desde el castillo de Montjuic y desde la Ciudadela de Barcelona, dirigido por el brigadier Prim principalmente contra las atarazanas y las murallas. Esto obliga a la Junta Suprema a capitular ante el capitán general, Laureano Sanz, el 19 de noviembre.

## Precedentes
Siendo reciente el recuerdo del bombardeo de Barcelona (1842), no se puede entender la Jamancia sin tener en cuentas las dos revueltas producidas ese mismo año. La primera fue iniciada el 3 de junio por promover el derrocamiento del gobierno de regencia de Espartero y después, a mediados de agosto, en contra del gobierno resultante por el incumplimiento de los acuerdos asumidos para secundar el derrocamiento de Espartero. La Junta Central, constituida para enfrentarse al gobierno de Espartero, fue perdiendo poder ejecutivo y legislativo, convirtiéndose más en un órgano consultivo que gubernativo. A pesar de la destitución de Espartero, la convocatoria de elecciones a las Cortes y las disolución del Senado español, fue percibido en el ámbito catalán como una traición a la confianza depositada en el nuevo gobierno de España, bajo los lemas "Constitución de 1837, Isabel II y Junta Central", que pactaron con Francisco Serrano y cuyo sucesor, Joaquín María López, no respetó.
El capitán general de Cataluña, Jaime Arbuthnot, se había refugiado en la Ciudadela, abandonando la ciudad y el fuerte de las Atarazanas, lleno de armamento. La junta popular había armado el 1º batallón de voluntarios de Barcelona, el batallón de la blusa, bajo las órdenes de Juan Castells, vocal de la junta, quien había ocupado el fuerte de las Atarazanas, nombrando gobernador a Francisco Torras y Riera. La llegada de gobernador Prim a la ciudad parecía que pondría fin a las crecientes tensiones.